# Útica (Cundinamarca)
Útica es un municipio colombiano del departamento de Cundinamarca, ubicado en la provincia del Gualivá, a 119 km al noroccidente de Bogotá. 

## Toponimia

### Origen lingüístico[3]
- Familia lingüística: Afroasiática
- Lengua: Fenicio / Hebreo / Árabe

### Significado
Útica es derivación del fenicio atiq, y guarda relación con el árabe atiqah y el hebreo atiq. Todos éstos quieren decir "viejo". Los griegos la llamaban ityke.

### Origen / Motivación
Fue Manuel Murillo Toro quien le dio el nombre a la naciente población en referencia de la colonia romana de Útica en África.

### Nombres históricos
- Salinas (1803)

## Historia
En la época precolombina, el territorio del actual municipio de Útica estuvo poblado por los Panches. Desde los tiempos en que las expediciones conquistadoras viajaban entre Corinto (Cauca) y Útica (Cundinamarca), las tierras de Útica habían sido frecuentadas por los españoles. A principios del siglo XIX, los hermanos Evaristo, Calixto y Anselmo Gaitán, oriundos de La Palma, fundaron en lo que es hoy Útica un caserío llamado Salinas. Este caserío, que tuvo asiento en el actual barrio de "Pueblo Viejo", recibió dicho nombre debido a la existencia de fuentes termales y azufradas en sus cercanías. 
En esa época, Manuel Murillo Toro tuvo una hacienda llamada El Curapo. Allí vivió mientras escribió sus memorias. Debido a su admiración hacia los nombres antiguos, hizo que la población recibiera el nombre de Útica, en alusión directa a la antigua ciudad romana del Magreb. El 24 de diciembre de 1863, el nuevo poblado fue reconocido oficialmente por ley.
Laureano Gómez, presidente de Colombia entre 1950 y 1951, tuvo una quinta de descanso en Útica, llamada Tranquilandia. Durante esa época de prosperidad turística, varios hoteles fueron parte de ese desarrollo. Entre ellos se encontraban los hoteles Venecia, Río Negro, El Prado y El Danubio. A esto se le agregaba la popularidad de los balnearios sobre el río Negro, la quebrada Negra y otras fuentes termales de la región.
El 18 de abril de 2011 una avalancha de lodo, provocada por los desbordamientos de ambos cursos de agua afectó el 90% del casco urbano de la población. Se reportaron dos víctimas mortales, y el número no fue mayor gracias a la oportuna alarma por parte de las autoridades, que alcanzaron a avisar a la población del inminente desalojo. Este desastre natural se enmarca en el contexto del Fenómeno de la niña, que desde 2010 generó intensas lluvias a lo largo del territorio colombiano.

## Geografía
Útica es de gran atractivo para los ornitólogos y observadores de aves. 

### División administrativa
El casco urbano del municipio se divide en los siguientes barrios: Alfonso López, Altos del Pedregal, Bogotá, Boyacá, El Centro, El Lago, Altos del Pedregal, Gaitán, El Instituto, La Cita, La Estación, La Granja, La Unión, Las Brisas, Los Comuneros y Pueblo Viejo.
La zona rural del municipio se divide en 14 veredas: Curapo, El Entable, Furatena, La Abuelita, La Chivaza, La Fría, La Liberia, La Montaña, Naranjal, Palacio, Terama, Tur Tur, Vigual, Curapo y Zumbe.

### Límites
Útica está delimitado por los siguientes municipios:
| Noroeste: Caparrapí (Vía Caparrapí-Útica) | Norte: La Palma    | Nordeste: La Peña         |
| Oeste: Límite entre Caparrapí y Guaduas   |                    | Este: La Peña             |
| Suroeste: Guaduas                         | Sur: Quebradanegra | Sureste: Nimaima, La Peña |

## Turismo

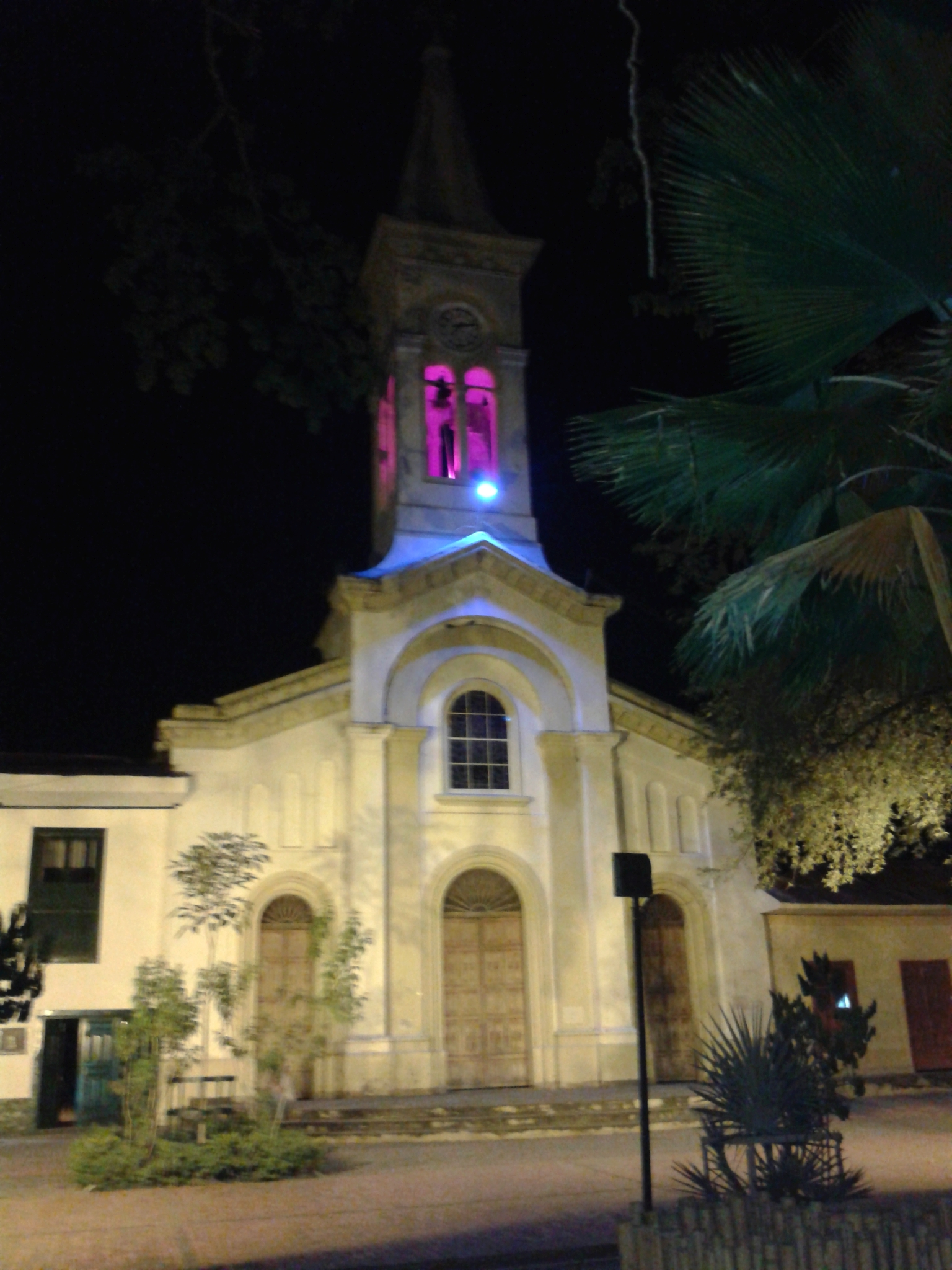
Iglesia de Nuestra Señora del Rosario de Chiquinquirá de Útica.

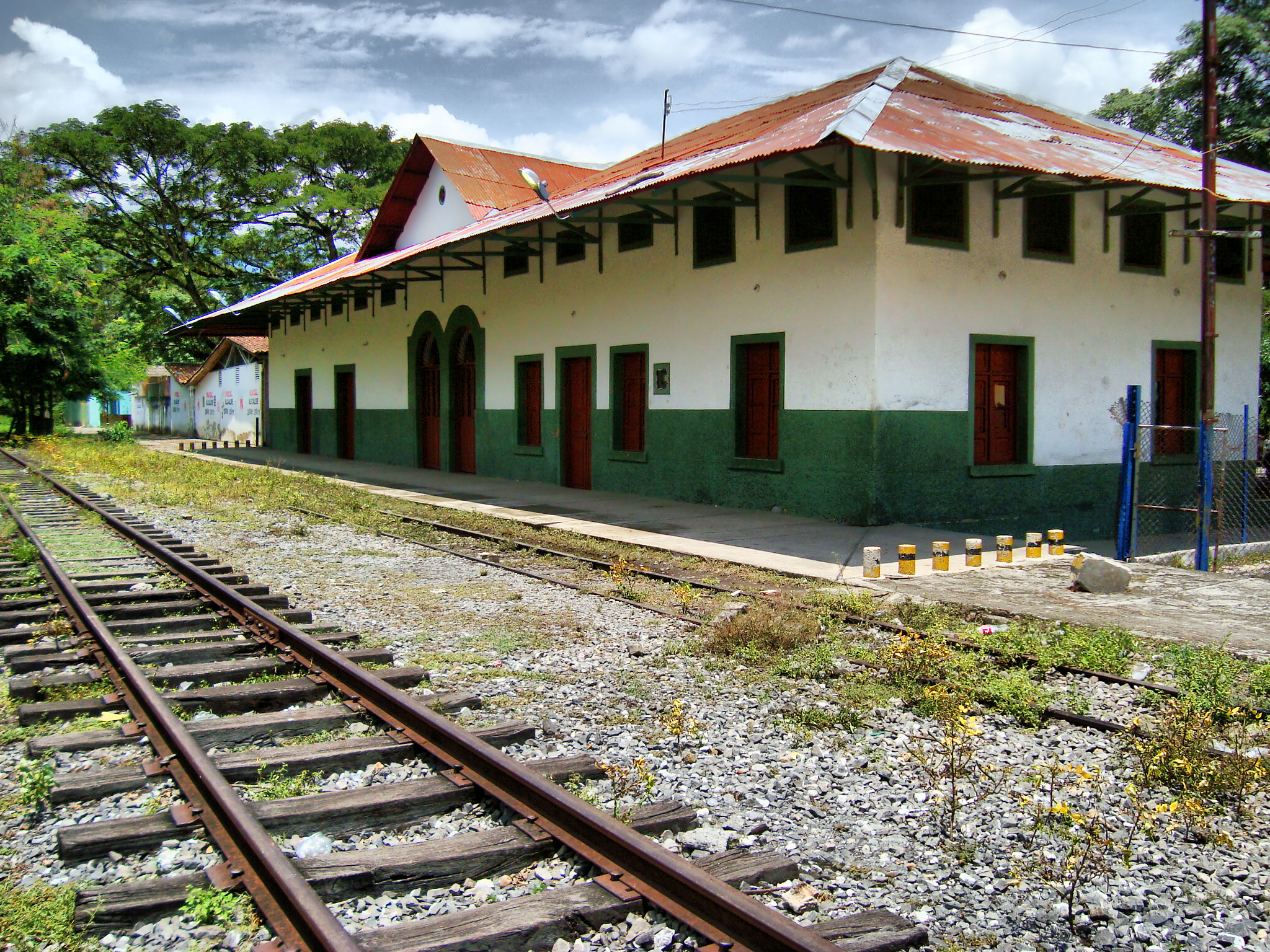
Antigua estación del ferrocarril de Útica

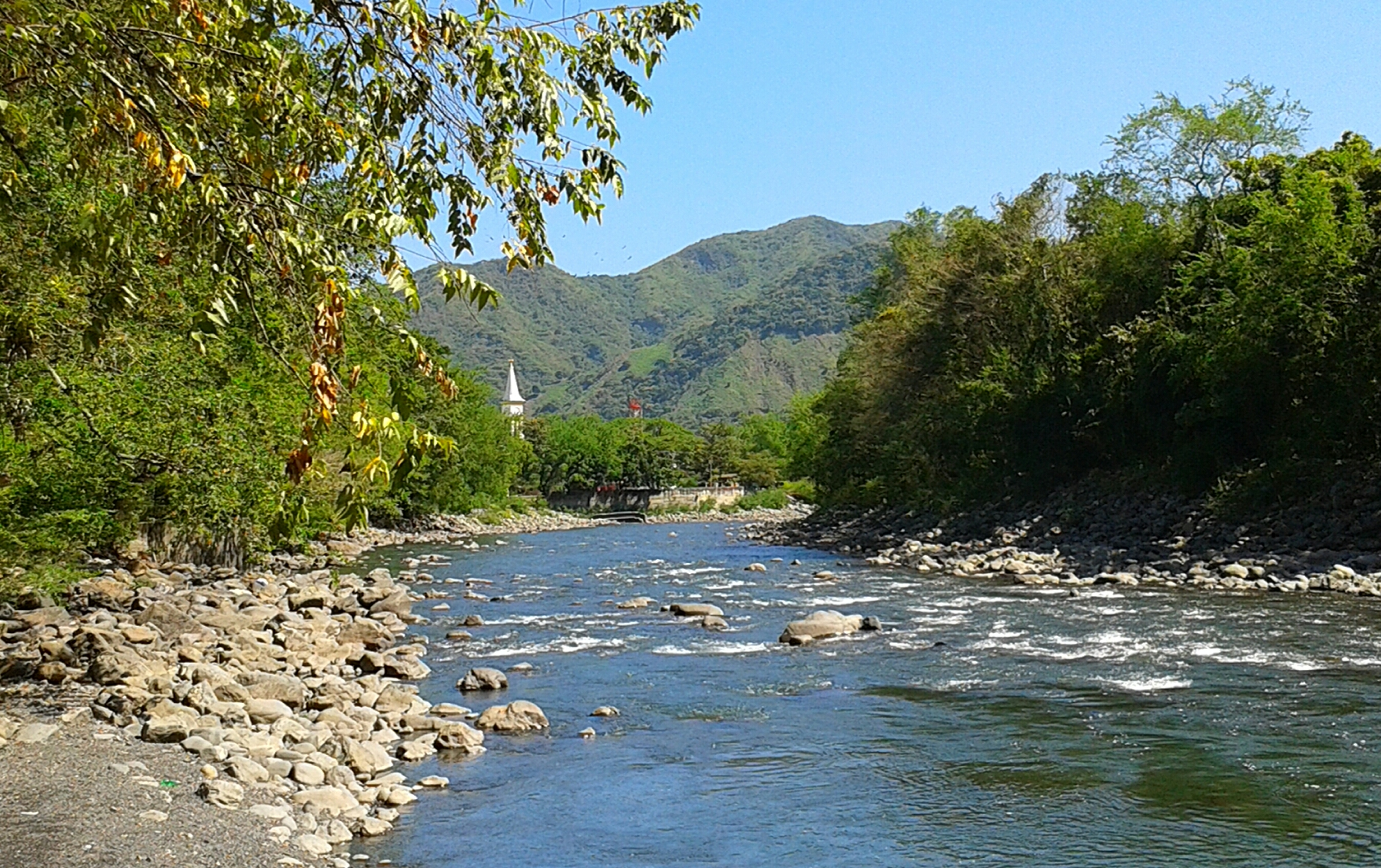
El río Negro en su paso por Útica

En siglo XXI, Útica se ha posicionado como un destino de turismo de aventura por sus atractivos naturales, que son ideales para su práctica. En el río Negro se puede vivir una aventura a través de las actividades de rafting, kayak o en neumáticos para los más extremos, más de cinco lugares con cascadas para el torrentismo, el rapel , carreteras y caminos para los deportes a motor o a pedal; montañas para lanzarse al vacío en parapente, entre otros escenarios naturales para la aventura. Útica cuenta con hoteles y fincas campestres para recibir a sus visitantes en planes de uno y varios días. 
Atractivos:
- Turismo Rural Panelero Finca La Mariaca
- Finca Temática de Aventura El Escape
- Finca Naranjal (Tapaz I y II) Furatena
- Aguas Termales de Quebrada Negra
- Alto de La Virgen
- Artesanías: Tejidos en palma de iraca: sombreros, abanicos y bolsos.
- Balneario El Peñón
- Cerro del Alto de La Cruz
- Finca El Kensahy
- Granja Experimental para Ecoturismo y Agroturismo
- Hacienda El Parapollas
- Ecoturismo (Caminatas, Cabalgatas, Avistamiento de aves)
- Deportes Extremos (Rafting, Torrentismo, Canyoning, Canopy, Cuatrimotos, Paintball; Rápel)
- Cascadas de la Vereda la Montaña
- Rápidos del Río Negro
- Pozo de cristo
- Aguas Azufradas del Balneario el Peñón

### Empresas Prestadoras de Servicios Turísticos.
- Gravity Rush
- BlackRiverÚtica
- Bigo Aventura
- Gaia extreme tours
- Dos Quebradas TyG
- Ceibaltour
- Contacto Extremo
- Aldea Arcoíris
- V&V Colombia
- Xie Deportes Extremos
- Mundo Xtremo
- Deportes Abacoa
- Dosis Verde
- UticaXtrema
- La Rivera Extrema
- Aventurutica
- Divertí-Go
- Ruta Silvestre
- Aventura al límite
- Reyka
- Escapes Capybara

### Hoteles en Útica
- Villa Sofía
- Hotel Plaza
- Dos Quebradas TyG
- Finca villa Sandra
- Hotel Abacoa
- EcoCamping Jacamar
- Finca Santa Ana
- Hotel Campestre el Escape - Dosis Verde
- Finca El Paraíso
- Hotel El Castillo
- Hotel Colonial Alcázar Real
- Hotel Morichal
- Hostal La Cita - Dosis Verde
- Hostal La Gata
- Villa Liliana
- Hostal Posada Santa Isabel

### Restaurantes y Piqueteaderos
- Dos Quebradas TyG
- Los Toldos (parque principal): comida típica cocinada al carbón, especialidad la chanfaina y la sopa de arroz.
- El Morichal: comida tradicional con el toque secreto de doña Flor.
- Piqueteadero y Guarapería Donde Gata
- Restaurante El Rozo
- La esquina del sabor
- Restaurante donde Belén
- Fritanguería de María (sector palo mío)
- El Canaguay
- Asados a la orilla del río Negro
- Restaurante ecocamping Jacamar

## Economía
La economía del municipio se basa en la ganadería, la agricultura y el turismo de aventura.
Entre los principales actividades agrícolas encontramos la producción panelera, para consumo local tenemos el cultivo de Papaya, aguacate, guayaba, banano, maracuyá, zapote, Coco, naranja , mandarina y mango, entre otros productos. 
En el sector turismo se desarrollan diferentes deportes extremos aprovechando la riqueza natural del Río Negro principalmente y los diversos escenarios naturales que propician este tipo de actividades.

## Himno
- Letra y música : Israel Ordóñez Olaya.

| CORO Canto a Útica mi pueblo; pueblo querido como tú no hay dos, los hermanos Calixto y Anselmo te fundaron, hoy por tu progreso lucharemos en pos. I Murillo Toro aquel gran estadista, desde “el Curapo” pensó en darle a la historia, un nuevo nombre al que era “Pueblo Viejo”, que ha dado fama y respeto a su memoria. II Nació en salinas tu nombre africano, entre samanes y olor a tamarindo, con verdes bosques, termales y azufrados, te premió Dios con todo lo más lindo. III Humilde ofrezco mi grano de arena, Uticense soy, servirte ese es mi orgullo, con corazón de estirpe guerrera, feliz nací al ser de mi terruño. | IV Imagen viva de valiente raza, ancestro puro de mis antepasados, un gran honor es habitar tu casa, nacer en Útica es de privilegiados. V El clima ardiente y tropical que tienes, es dulce néctar de tu cañaduzal, frutos maíz, que el labriego quiere, brindar su esfuerzo a la riqueza nacional. VI ¡oh! Río Negro que imponente cruzas; bañando el campo de mi tierra singular, son “la Terama” y las aguas de la “la negra”, bello paisaje que siempre me va a inspirar. |

## Personas destacadas
- Severo Caycedo Méndez: Especialista Jubilado, Gerente en Salud, periodista y escritor, nacido en este bello municipio el 9 de agosto de 1937, ha escrito varias obras literarias a su amada Útica, además de escribir por muchos años en el periódico El Tiempo, el diario más importante del país. Es sin lugar a dudas uno de sus hijos más valiosos, digno representante de esa estirpe Cundinamarquesa de la región del Gualivá.

## Servicios públicos
- Energía Eléctrica: Enel es la empresa prestadora del servicio de energía eléctrica.
- Gas Natural: Alcanos de Colombia es la empresa distribuidora y comercializadora de gas natural en el municipio.